# Ситиу-Нову (Риу-Гранди-ду-Норти)
Ситиу-Нову (порт. Sítio Novo)  —  муниципалитет в Бразилии, входит в штат Риу-Гранди-ду-Норти. Составная часть мезорегиона Сельскохозяйственный район штата Риу-Гранди-ду-Норти. Входит в экономико-статистический  микрорегион Борборема-Потигуар. Население составляет 4336 человек на 2006 год. Занимает площадь 213,470 км². Плотность населения — 20,3 чел./км².

## Статистика
- Валовой внутренний продукт на 2003 год составляет 7 722 093,00 реалов (данные: Бразильский институт географии и статистики).
- Валовой внутренний продукт на душу населения на 2003 год составляет 1760,22 реалов (данные: Бразильский институт географии и статистики).
- Индекс развития человеческого потенциала на 2000 год составляет 0,605 (данные: Программа развития ООН).